# 柳兰芳
柳兰芳（1935年—2021年8月30日），河南息县人，中国豫剧艺术家、国家一级演员。

## 生平
柳兰芳12岁就登台演出，后供职于河南豫剧院三团。表演作品有《小二黑结婚》、《刘胡兰》、《冬去春来》、《杏花营》、《倔公公犟媳妇》、《爱情的审判》、《好队长》等。在2018年《朝阳沟》创演60周年纪念演出中，83岁的柳兰芳再度登台演绎。2021年8月30日晚9点14分因病逝世，享年86岁。